# Meles meles canescens
Meles meles canescens es una subespecie de  mamíferos carnívoros  de la familia Mustelidae,  subfamilia Mustelinae.

## Distribución geográfica
Se encuentra en la Transcaucasia y en  Irán.